# Crocevia del crepuscolo
Crocevia del crepuscolo (titolo originale: Crossroads of Twilight) è il decimo libro del ciclo fantasy La Ruota del Tempo scritto dal romanziere statunitense Robert Jordan. Il libro è formato da un prologo, 30 capitoli ed un epilogo.
Al momento della sua uscita, il libro, come il precedente, salì immediatamente alla prima posizione della lista delle vendite dei migliori best seller, stilata dal prestigioso New York Times.

## Trama
La maggior parte degli eventi descritti in questo libro si svolgono in contemporanea a quelli che sono stati descritti nel libro precedente: Il cuore dell'inverno.
Perrin Aybara nel sud del continente, continua ad inseguire gli Shaido che hanno rapito sua moglie, Faile, ed altre donne del suo seguito. Di fronte al dolore per la separazione dalla donna amata, il carattere di Perrin si indurisce e si fa più determinato, fino al punto di arrivare a mutilare personalmente un prigioniero Shaido, nel tentativo di ottenere informazioni. Questo però lo porta a raggiungere anche una nuova consapevolezza, che viene simbolicamente rappresentata dall'abbandono della sua ascia insanguinata, in mezzo ad un bosco. Perrin inoltre si dichiara disposto a scendere in trattativa persino con i Seanchan, pur di riuscire nell'impresa di liberare Faile.
Mat Cauthon, con il suo variegato seguito, prosegue la sua fuga in incognito, nascosto tra gli artisti del circo di Valan Luca. Percorre perciò lentamente il territorio dell'Altara, occupato dai Seanchan ed inoltre inizia a corteggiare Tuon, la sua promessa sposa, secondo una profezia, anche se per ora, con poco successo. Lungo la via, tra le altre cose è costretto ad eliminare una sul’dam che ha pugnalato Egeanin e che vorrebbe tradirli; inoltre viene svelato a Tuon che, in quanto abile come sul’dam, lei stessa potrebbe imparare ad incanalare.
Elayne Trakand viaggia tra la capitale e molti territori del regno di Andor, accompagnata dalla sua sorella Aiel, Aviendha, per cercare di consolidare la propria posizione di fronte ai rivali, soprattutto Arymilla Marne; quest'ultima infatti, con abilità o minacce, è riuscita a raccogliere attorno a sé altre cinque casate ed ha ammassato sufficienti truppe per iniziare ad assediare la città di Caemlyn. Nel frattempo all'interno delle mura della città, l'Ajah Nera e gli Amici delle Tenebre, ordiscono piani contro la giovane erede al trono.
Rand al'Thor, con Nynaeve, Cadsuane e molti altri, si sono ritirati a riposare, per recuperare le forze dopo la pulitura di Saidin. Cadsuane, per evitare spiacevoli incontri e farli rimanere in incognito, li ha condotti presso una nobile tenuta isolata, di proprietà di Lord Algarin Pendaloan, situata nell'est del territorio di Tear, alle pendici della Dorsale del Mondo. Laggiù però vengono presto raggiunti da Logain, Loial e Davram Bashere, con molti altri, i quali per riuscire a rintracciare Rand, hanno sfruttato il legame tra i Custodi lasciati a Cairhien e le sorelle, al seguito di Rand stesso. Dopo un chiarimento con Logain, Rand decide di inviare queste stesse tre persone, di cui si fida, per cercare di negoziare una tregua con i Seanchan.
La giovane Amyrlin Seat delle Aes Sedai ribelli, Egwene al'Vere, le guida con successo all'assedio di Tar Valon, nonostante le resistenze di Romanda e Lelaine e le trame di Aran'gar (che tra l'altro uccide in incognito due sorelle Azzurre, diffondendo il panico nel campo). Egwene, grazie ad una intuizione, ha anche riscoperto il metodo per fabbricare il Cuendillar, decide perciò di sfruttare questa scoperta ed ordisce un piano: per porre fine più rapidamente all'assedio ed evitare inutili spargimenti di sangue, le catene che proteggono l'accesso ai due porti di Tar Valon devono essere saldate in un'unica irremovibile barra di Cuendillar, così che la città non possa più essere rifornita né di viveri né di armati. La notte in cui il piano ha svolgimento, Egwene in persona, all'ultimo momento, sostituisce Bode Cauthon, la sorella di Mat, perché lei è più abile e veloce della novizia nel trasformare il ferro in Cuendillar. Però, dopo essere riuscita nell'impresa, Egwene viene presa prigioniera dalle Aes Sedai fedeli ad Elaida e portata nella Torre Bianca: è evidente che qualcuno ha tradito i suoi piani ed ha avvisato le sorelle assediate.

## Edizioni in italiano
- Robert Jordan, 10: Crocevia del crepuscolo: romanzo, traduzione dall'inglese di Gabriele Giorgi, Roma: Fanucci, 2009, fa parte di: La ruota del tempo